# Ingrid Strohschneider-Kohrs
Ingrid Strohschneider-Kohrs (* 26. August 1922 in Hamburg; † 27. September 2014 in Gauting) war bis zu ihrer Emeritierung 1987 Professorin für Neuere Deutsche Literatur an der Ruhr-Universität Bochum. Ihre Habilitationsschrift über die romantische Ironie gilt bis heute als Standardwerk zu diesem Thema.

## Leben
Strohschneider-Kohrs studierte nach dem Abitur 1941 in Hamburg und Tübingen Germanistik, Philosophie, Geschichte und Geographie. 1948 promovierte sie bei Hans Pyritz über das Wesen des Tragischen im Drama Heinrich von Kleists. Nach ihrer Assistenzzeit absolvierte sie 1951 an der Westfälischen Wilhelms-Universität Münster das Staatsexamen für das Lehramt an höheren Schulen. 1957 habilitierte sie sich mit der Studie Die romantische Ironie in Theorie und Gestaltung an der Ludwig-Maximilians-Universität München, wo sie anschließend als Privatdozentin tätig war. Im Winter 1960/61 vertrat sie den Lehrstuhl Benno von Wieses. 1964 wurde sie nach Bochum berufen und war damit eine der wenigen deutschen Frauen auf einem germanistischen Lehrstuhl.

## Forschung und Lehre
Strohschneider-Kohrs’ Forschungsschwerpunkte lagen bei der Literatur der Aufklärung, der Goethezeit und dem Naturalismus. Sie publizierte vor allem zu Gotthold Ephraim Lessing und dessen Minna von Barnhelm, zum jungen Johann Wolfgang Goethe und dessen Clavigo, Arno Holz, Franz Kafka, Georg Trakl und Ingeborg Bachmann. Zeitweise war sie Mitherausgeberin der Bochumer Zeitschrift Poetica. Sie arbeitete aktiv in den Gremien der Deutschen Forschungsgemeinschaft (DFG).

## Schriften
- Die romantische Ironie in Theorie und Gestaltung. Niemeyer Verlag, 3. Auflage, Tübingen 2002 [zuerst 1960].
- Vernunft als Weisheit. Studien zum späten Lessing. Niemeyer Verlag, Tübingen 1991.
- Poesie und Reflexion. Aufsätze zur Literatur. Niemeyer Verlag, Tübingen 1999, ISBN 3-484-10790-1.
- Stimme und Sprache. Ingeborg Bachmanns Version des Undine-Themas. 2003, ISBN 3-87410-096-0.